# آندری سولوماتین
آندری سولوماتین (روسی: Андрей Юрьевич Соломатин؛ زادهٔ ۹ سپتامبر ۱۹۷۵) یک بازیکن فوتبال اهل روسیه است.
وی همچنین در تیم ملی فوتبال روسیه بازی کرده‌است.